# Ayako Uehara
Pour les articles homonymes, voir Uehara.
Ayako Uehara (上原彩子) (née le 30 juillet 1980 à Takamatsu, préfecture de Kagawa, Japon) est une pianiste classique.
Elle a gagné le second prix au Concours international de piano de Sydney en 2000. En 2002, elle devient la première femme (et première citoyenne japonaise) à remporter le premier prix au prestigieux Concours international Tchaïkovski à Moscou.